# Liste der Kulturgüter in Flurlingen
Die Liste der Kulturgüter in Flurlingen enthält alle Objekte in der Gemeinde Flurlingen im Kanton Zürich, die gemäss der Haager Konvention zum Schutz von Kulturgut bei bewaffneten Konflikten, dem Bundesgesetz vom 20. Juni 2014 über den Schutz der Kulturgüter bei bewaffneten Konflikten sowie der Verordnung vom 29. Oktober 2014 über den Schutz der Kulturgüter bei bewaffneten Konflikten unter Schutz stehen.
Objekte der Kategorien A und B sind vollständig in der Liste enthalten, Objekte der Kategorie C fehlen zurzeit (Stand: 1. Januar 2022). Unter übrige Baudenkmäler sind weitere geschützte Objekte zu finden, die im Verzeichnis der Objekte von überkommunaler Bedeutung der kantonalen Denkmalpflege zu finden und nicht bereits in der Liste der Kulturgüter enthalten sind.

## Kulturgüter
| Foto |                                                                       | Objekt                                                                             | Kat. | Typ | Standort                                 | Beschreibung |
| ---- | --------------------------------------------------------------------- | ---------------------------------------------------------------------------------- | ---- | --- | ---------------------------------------- | ------------ |
| ja   | Datei hochladen · Wikidata zu Sogenannte Stantenwegtrotte (Q29574023) | Stantenwegtrotte KGS-Nr.: 10051                                                    | A    | G   | Winterthurerstrasse 49.1 689645 / 282356 |              |
| BW   | Datei hochladen · Wikidata zu Wallanlage Flurlingen (Q29932624)       | Cholfirst / Vorder Summerhalden, Wallanlage unbekannter Zeitstellung KGS-Nr.: 7460 | B    | F   | 690460 / 282000                          |              |

## Übrige Baudenkmäler
| ID              | Foto |                                                                         | Objekt                                                     | Kat.    | Typ | Standort                              | Beschreibung |
| --------------- | ---- | ----------------------------------------------------------------------- | ---------------------------------------------------------- | ------- | --- | ------------------------------------- | ------------ |
| 02900001        |      | Datei hochladen                                                         | Konsum, Wohn- und Geschäftshaus                            | B reg.  | G   | Dorfstrasse 25 689269 / 282179        |              |
| 02900006        |      | Datei hochladen                                                         | Wohnhaus                                                   | C       | G   | Gründenstrasse 6 689288 / 282246      |              |
| 02900026        |      | Datei hochladen                                                         | Primarschulhaus                                            | C       | G   | Gründenstrasse 689300 / 282380        |              |
| 02900058        |      | Datei hochladen                                                         | Weinhalde, Wohnhaus                                        | B reg.  | G   | Gründenstrasse 58 689180 / 282586     |              |
| 02900060        |      | Datei hochladen                                                         | Weinhalde, Schopf                                          | B reg.  | G   | bei Gründenstrasse 58 689194 / 282584 |              |
| 02900062        |      | Datei hochladen                                                         | Weinhalde, Waschhaus                                       | B reg.  | G   | bei Gründenstrasse 58 689195 / 282597 |              |
| 02900066        |      | Datei hochladen                                                         | Villa mit Gartenanlage                                     | B reg.  | G   | Gründenstrasse 66 689178 / 282657     |              |
| 02900068        |      | Datei hochladen                                                         | Waschhaus                                                  | B reg.  | G   | Gründenstrasse 66 bei 689192 / 282663 |              |
| 02900174        |      | Datei hochladen                                                         | Schiltlitrotte                                             | B reg.  | G   | Alte Strasse 18 689343 / 282573       |              |
| 02900200        |      | Datei hochladen                                                         | Wohnhaus Schweizerbund                                     | C       | G   | Dorfstrasse 26 689303 / 282160        |              |
| 02900206        |      | Datei hochladen                                                         | Hirschentrotte                                             | B reg.  | G   | Dorfstrasse 689315 / 282108           |              |
| 02900216        |      | Datei hochladen                                                         | Wohnhaus                                                   | C       | G   | Dorfstrasse 32 689333 / 282157        |              |
| 02900226        |      | Datei hochladen                                                         | Wohnhaus                                                   | C       | G   | Dorfstrasse 34 689360 / 282169        |              |
| 02900234        |      | Datei hochladen                                                         | Ehemaliges Kleinbauernhaus, Hausteil 1                     | B reg.  | G   | Brunnengässli 6 689371 / 282143       |              |
| 02900236        |      | Datei hochladen                                                         | Ehemaliges Kleinbauernhaus, Hausteil 2                     | B reg.  | G   | Brunnengässli 8 689367 / 282137       |              |
| 02900250        |      | Datei hochladen                                                         | Wirtschaft zum Frohsinn, Scheune                           | C       | G   | Neuhausstrasse 17 689439 / 282131     |              |
| 02900523        |      | Datei hochladen                                                         | Kleinbauernhaus mit Scheune                                | C       | G   | Dorfstrasse 14 689281 / 282101        |              |
| 02900528        | ja   | Datei hochladen                                                         | Armenhaus / Wohnhaus Im blauen See, Hausteil 1             | C       | G   | Rheingässli 7–9 689233 / 282078       |              |
| 02900542        |      | Datei hochladen                                                         | Wohnhaus, Hausteil 2                                       | C       | G   | Dorfstrasse 5 689275 / 282065         |              |
| 02900702        | ja   | Datei hochladen                                                         | Arova Fabrikanlage, Fabrikgebäude (1937)                   | B reg.  | G   | Im Schlatter 689411 / 282872          |              |
| 02900703        | ja   | Datei hochladen                                                         | Arova Fabrikanlage, Betriebsgebäude, Seilerei (1880)       | B reg.  | G   | Im Schlatter 689454 / 282855          |              |
| 02900707        | ja   | Datei hochladen                                                         | Arova Fabrikanlage, Fabrikgebäude (1919)                   | B reg.  | G   | Im Schlatter 689451 / 282928          |              |
| 02900710        | ja   | Datei hochladen                                                         | Arova Fabrikanlage, Kesselhaus und Werkstattgebäude (1915) | B reg.  | G   | Im Schlatter 689505 / 282857          |              |
| 02900713        | ja   | Datei hochladen                                                         | Arova Fabrikanlage, Fabrikgebäude (1916)                   | B reg.  | G   | Im Schlatter 689520 / 282825          |              |
| 02900714        | ja   | Datei hochladen                                                         | Arova Fabrikanlage, Gewerbehaus (1945)                     | B reg.  | G   | Im Schlatter 689506 / 282793          |              |
| 02900716        | ja   | Datei hochladen                                                         | Arova Fabrikanlage, Rohstofflager 1                        | B reg.  | G   | Im Schlatter 689484 / 282743          |              |
| 02900731        | ja   | Datei hochladen                                                         | Arova Fabrikanlage, Wohnhaus (1880)                        | B reg.  | G   | Im Schlatter 689577 / 282949          |              |
| 02900737        | ja   | Datei hochladen                                                         | Arova Fabrikanlage, Reservoir                              | B reg.  | G   | Allenwinden 689647 / 282847           |              |
| 02900746        |      | Datei hochladen                                                         | Eggli-Trotte                                               | B reg.  | G   | Allenwinden 689663 / 282504           |              |
| 02900766        | ja   | Datei hochladen                                                         | Arova Fabrikanlage, Reglerstation                          | B reg.  | G   | Allenwinden 689636 / 282856           |              |
| 029BRUECKE00001 | ja   | Datei hochladen · Wikidata zu Rheinsteg Neuhausen–Flurlingen (Q1702370) | Brücke Flurlingen–Neuhausen                                | B reg.  | G   | 689202 / 281983                       |              |
|                 | ja   | Datei hochladen                                                         | Infanteriebunker Infanteriewerk Betonbrücke A 5475         | B kant. | G   | Steinhölzli 689205 / 283000           |              |
|                 |      | Datei hochladen                                                         | Infanteriebunker Flurlingen Süd A 5470                     | B kant. | G   | Buechhaldenstrasse 689290 / 281570    |              |

Legende: Im Wesentlichen siehe Legende der Liste der Kulturgüter von nationaler und regionaler Bedeutung, mit folgenden Ausnahmen:
- Anstelle der KGS-Nummer wird als Objekt-Identifikator (ID) die Inventarnummer im Verzeichnis der Objekte von überkommunaler Bedeutung des kantonalen Denkmalschutzamtes verwendet.
- Bei den Kategorien wird wie folgt unterschieden: B kant. = Objekt von kantonaler Bedeutung (Kanton Zürich); B reg. = Objekt von regionaler Bedeutung (Kanton Zürich).